# Storia di un amore puro
Storia di un amore puro (Jun'ai monogatari) è un film del 1957 diretto da Tadashi Imai.
Fu presentato all'ottavo Festival internazionale del cinema di Berlino, dove Imai ha vinto l'orso d'argento per il miglior regista.

## Riconoscimenti
- 1958 - Festival di Berlino
  - Orso d'Argento per il miglior regista